# Andreas Carlgren
Hemming Andreas Carlgren (ur. 8 lipca 1958 w Västra Ryd w gminie Upplands-Bro) – szwedzki polityk, działacz Partii Centrum, minister środowiska (w latach 2006–2011).

## Życiorys
W latach 1981–1983 studiował na Uniwersytecie Sztokholmskim. Od 1984 do 1987 był przewodniczącym organizacji młodzieżowej przy Partii Centrum. Następnie przez trzy lata pracował w przedsiębiorstwie zajmującym się m.in. audytami środowiskowymi. Od 1990 do 1994 był zastępcą burmistrza gminy Ekerö, odpowiedzialnym za sprawy szkolnictwa. Później do 1998 sprawował mandat posła do Riksdagu. W latach 90. pełnił jednocześnie funkcję wiceprzewodniczącego centrystów. W okresie 2000–2006 zajmował stanowisko dyrektora generalnego Integrationsverket (szwedzkiego urzędu zajmującego się integracją mniejszości narodowych).
Po zwycięstwie centroprawicowej koalicji w wyborach krajowych w 2006 został powołany w skład gabinetu Fredrika Reinfeldta na urząd ministra środowiska. Utrzymał to stanowisko także po wyborach w 2010, w których również uzyskał reelekcję do Riksdagu. Z rządu odszedł w 2011, kiedy to został zastąpiony przez Lenę Ek.

## Życie prywatne
Andreas Carlgren jest pierwszym w historii Szwecji członkiem rządu będącym otwartym gejem, pozostającym w rejestrowanym związku partnerskim z Tomasem Harilą Carlgrenem. Ma troje dzieci z poprzedniego małżeństwa. W 2004 opowiedział się za udzielaniem przez luterański Kościół Szwecji ślubów kościelnych dla par tej samej płci.

## Odznaczenia
- Krzyż Wielki Orderu Infanta Henryka (Portugalia, 2008)[3]